# Exocentrus rufulescens
Exocentrus rufulescens är en skalbaggsart som beskrevs av Stefan von Breuning 1965. Exocentrus rufulescens ingår i släktet Exocentrus och familjen långhorningar.
Artens utbredningsområde är Laos. Inga underarter finns listade i Catalogue of Life.